# 가는테터릴
가는테터릴 또는 가는저빌(Taterillus gracilis)은 쥐과에 속하는 저빌의 일종이다. 부르키나 파소와 차드, 감비아, 가나, 기니, 코트디부아르, 말리, 니제르, 나이지리아, 세네갈, 토고에서 발견되며, 카메룬에서도 서식하는 것으로 추정된다. 자연 서식지는 건조 사바나 지대와 경작지, 목초지, 시골 정원이다. 흔하게 발견되는 종으로 농해충으로 간주되기도 하며, 국제 자연 보전 연맹(IUCN)이 보전 등급을 "관심대상종"으로 분류하고 있다.

## 특징
가는테터릴은 작거나 중간 크기의 저빌로 평균 꼬리 길이 156mm를 제외한 몸길이가 평균 115mm이다. 주둥이가 뾰족하고 짙은 반점 무늬가 있을 수 있으며 뺨은 희고 눈 위와 눈 뒤에 흰 반점이 나 있다. 눈은 크고 귀는 길다. 몸 등 쪽 털은 누르스름한 갈색 또는 불그스레한 갈색을 띠고, 털 각각은 줄기는 회색이고 끝은 황금빛 노랑 또는 오렌지색-갈색이다. 배 쪽은 희끄무레하며 피부 근처는 회색이고 털 끝 부분은 희다. 털 색은 옆구리 쪽을 따라 명확하게 두 부분으로 구분된다. 발 윗면은 연한 색을 띠며 뒷발은 검고 아랫면은 털이 거의 없다. 꼬리는 짧은 털로 덮여 있으며, 끝 부분이 텁수룩하고 검은 연필같은 색을 띤다.

## 분포 및 서식지
사하라 사막 아프리카 남쪽에 널리 분포한다. 분포 지역은 서쪽의 세네갈부터 나이지리아와 차드 서부 지역이다. 일반적인 서식지는 건조 사바나 숲과 관목 지대로 연중 강수량이 최소 400mm인 지역이다. 진흙이 풍부한 토양을 좋아하며 사군자과 나무와 관목이 서식하는 지역에서 발견되기도 한다.

## 생태
가는테터릴은 야행성 동물이다. 가지처럼 갈라지지 않는 단순한 형태의 굴을 수직으로 판다. 잡식성 동물로 씨앗과 식물 줄기를 주로 먹지만 곤충을 특히 건기에 먹기도 한다. 우기철을 대비하여 연중 이 시기에 지방을 몸에 저장한다.